# Dolichophryxus geminatus
Dolichophryxus geminatus är en kräftdjursart som beskrevs av Schultz 1977. Dolichophryxus geminatus ingår i släktet Dolichophryxus och familjen Dajidae.
Artens utbredningsområde är Södra Ishavet. Inga underarter finns listade i Catalogue of Life.